# Сивуч II
«Сивуч II» — мореходная канонерская лодка типа «Гиляк II» Балтийского флота Российского императорского флота. «Сивуч» принимал активное участие в первой мировой войне и погиб в неравном бою с германским флотом в Рижском заливе, не спустив флаг перед неприятелем.

## Строительство
Предварительная проработка проекта корабля началась в 1903 году, размещение заказа и изготовление рабочих чертежей в октябре 1904 года. Проектированием и строительством руководил И. А. Гаврилов, в работе над проектами кораблей типа «Гиляк II» и в устранении выявившихся в ходе испытаний весьма многочисленных недостатков активно участвовал А. Н. Крылов.
Строительство канонерской лодки «Сивуч II» началось 12 июня 1906 года на судоверфи «Невского судостроительного и механического завода» в Санкт-Петербурге. «Сивуч» был спущен на воду 1 августа 1907 года, вступил в строй после испытаний 6 августа 1908 года.
Изначально, как и остальные канонерские лодки типа «Гиляк II», предназначалась для службы на Дальнем Востоке, охране тихоокеанского побережья Российской империи и нижнего течения реки Амур, а также для вооружённой защиты интересов России в Китае, для чего конструкция корабля должна была обеспечивать возможность захода в мелководные устья китайских рек. Однако такие требования повлекли за собой неудовлетворительные мореходные качества канонерских лодок, что было ярко продемонстрировано в начавшемся переходе «Гиляка» и «Корейца» на Дальний Восток в 1908 году: корабли серьёзно пострадали от штормов в Бискайском заливе и на Средиземном море, временами полностью теряя управляемость на большой волне. При таких обстоятельствах нести службу на Тихом океане и в Охотском море корабли не могли, а выполнение задач в Китае потеряло актуальность после поражения России в русско-японской войне.

## Служба

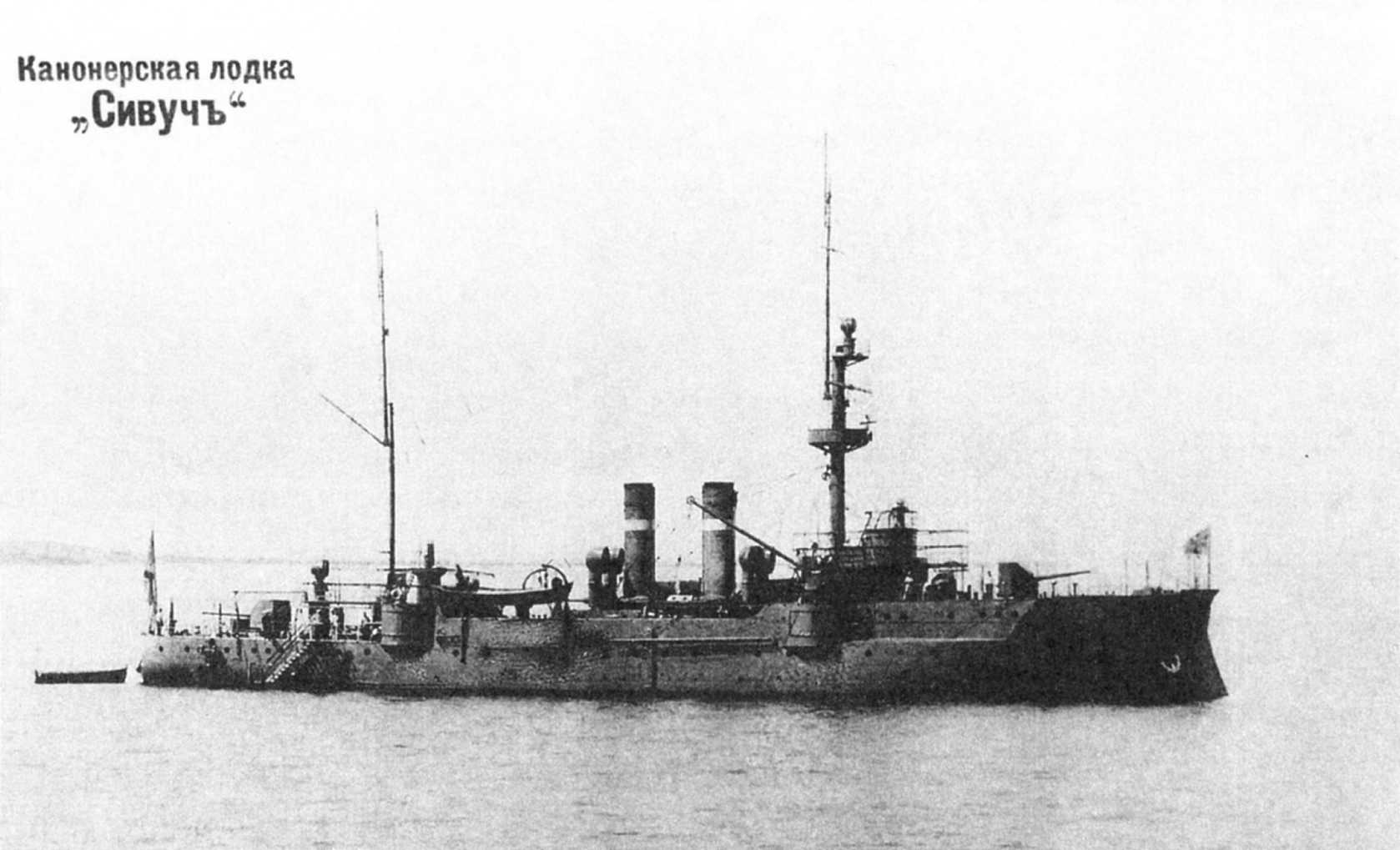
Канонерская лодка «Сивуч II»

По этой причине корабль после вступления в строй был оставлен на Балтийском море. Первоначально все 4 канонерские лодки данного проекта, включая и «Сивуч», адмирал Н. О. фон Эссен предлагал включить в состав запланированного к созданию отряда по обороне финских шхер. Весной 1909 года было принято решение оборону шхер возложить на 2-ю минную дивизию, в которую тогда же и был передан «Сивуч». Впрочем, на время кампаний 1909 и 1910 годов корабль откомандировывался в распоряжение Учебно-артиллерийского отряда и большую часть времени проводил на морских полигонах с учащимися Морского инженерного училища на борту, базируясь на Ревель. В августе 1910 года участвовал в больших маневрах Балтийского флота.
В начале 1911 года «Сивуч» вывели из состава 2-й минной дивизии, около года он проходил доковый ремонт в Кронштадте. В 1912 году был прикомандирован к Учебному отряду Морского корпуса. В конце года корабль был дооборудован для установки морских мин (принимал на борт до 60 мин). В 1913 году он был зачислен в состав Учебно-минного отряда.

## Участие в первой мировой войне. Подвиг и гибель
С началом первой мировой войны вновь включён в боевой состав 2-й минной дивизии и выполнял задачи по несению дозорной службы на Флангово-шхерной позиции, прикрывавшая северное побережье Финского залива. С конца 1914 года нёс службу на новой Або-Аландской шхерной позиции, базируясь на порт Або. В эти месяцы боевых столкновений с неприятелем не имел.
К началу июля 1915 года ухудшилась обстановка в Рижском заливе, где германские войска вышли на дальние подступы к Риге, заняв часть его побережья. Возникла угроза прорыва германского флота в залив, для обороны которого командование Балтийского флота сформировало временное объединение — Морские силы Рижского залива (начальник капитан 1 ранга П. Л. Трухачев). В их состав в числе прочих кораблей были переданы канонерские лодки «Кореец» и «Сивуч», прибывшие в Усть-Двинск 8 июля 1915 года. Решением командующего флотом вице-адмирала В. А. Канина их передали в оперативное подчинение капитану 2-го ранга А. В. Стеценко, отвечавшему за взаимодействие кораблей с сухопутными частями Рижского укрепленного района. Весь июль оба корабля вели активную боевую работу, поддерживая артиллерийским огнём приморский фланг оборонявшего Ригу Шкловского отряда и  выставляя мины в Рижском заливе. В одном из походов «Сивуч» сел на мель, но через сутки был снят, легкие повреждения корпуса были устранены силами экипажа.
26 июля (8 августа) 1915 года германский флот начал давно готовившуюся операцию по вторжению главных сил флота в Рижский залив и уничтожения всех находившихся там российских кораблей. До 4 (17) августа «Кореец» и «Сивуч» продолжали выполнять прежние задачи, но в этот день обстановка резко ухудшилась: германские корабли, наконец, вошли в Рижский залив. Эсминец «Новик» сумел в этот день в бою с двумя германскими эсминцами уничтожить один и повредить второй, но в тот же день флагманский корабль Морских сил Рижского залива эскадренный броненосец «Слава» в бою с немецкими линкорами получил несколько прямых попаданий и русское командование приказало своим кораблям отходить из Рижского залива к берегам Моонзунда. «Кореец» и «Сивуч» 5 (18) августа выполняли ранее поставленную задачу по постановке минных заграждений у устья Западной Двины и приказ об уходе к Моонзунду получили с большим опозданием, при этом им потребовалось предварительно принять на борт достаточное количество угля для такого перехода. Совокупность этих обстоятельств привела к трагической развязке.
6 (19) августа 1915 года в 13:25 канонерские лодки вышли из Усть-Двинска. К вечеру они подошли к нордовой вехе у острова Кюно (Кихну), где намеревались дождаться темноты и под её прикрытием пробраться к Моонзунду. Однако после 20 часов был обнаружен отряд германских кораблей в составе крейсера «Аугсбург» и миноносцев V-29 и V-100. Попытка уйти полным ходом не удалась — быстроходные немецкие корабли отрезали путь отхода и открыли огонь. Первое время канонеркам удавалось уклоняться, но в 21 час 20 мин «Аугсбург» вышел на траверз «Сивуча» и с дистанции 22 кб открыл по нему огонь на поражение.
В первые 20 минут боя «Сивуч» под командованием капитана 2-го ранга П. Н. Черкасова получил несколько попаданий с пробоинами корпуса и надстроек. Воспользовавшись своим удачным попаданием в прожектор германского крейсера, канонерской лодке «Кореец II» удалось скрыться в темноте, но немцы теперь перенесли весь огонь на повреждённый «Сивуч». Корабль загорелся. Более того, в 21 час 30 мин к месту боя подошли германские линкоры «Позен» и «Нассау», а также сопровождавшие их 7 миноносцев, также открывшие огонь по «Сивучу». В конечном итоге сразу 4 германских миноносца выпустили по канонерской лодке по торпеде, как минимум одна из которых попала в цель. На корабле произошёл огромной силы взрыв, он стал заваливаться на бок, затем быстро перевернулся и затонул в 22 часа 10 мин с поднятым Андреевским флагом. К тому времени на корабле уже пылал огромный пожар, он лишился хода, внутри корпуса произошло несколько взрывов, была выведена из строя почти вся артиллерия, но последнее уцелевшее 75-мм орудие левого борта продолжало вести огонь до последней секунды.
Экипаж «Сивуча» в последнем походе составлял по разным данным от 140 до 170 человек. После завершения боя немцы подняли из воды 48 матросов и двух офицеров. Из их числа 27 человек были ранены, семеро скончались от ран уже на кораблях или в береговом госпитале в Штеттине, куда они были доставлены. Командир П. Н. Черкасов погиб в бою, убитый одним из немецких снарядов на мостике. В бою погибли 120 членов экипажа. На мемориальной табличке в Морском соборе Кронштадта перечислены погибшие в бою 6 августа 1915 года 5 офицеров «Сивуча», судовой врач и 92 нижних чина.
О немецких потерях в этом бою достоверных данных нет. Российское Морское министерство дало для газет информацию о бое канонерских лодок «Сивуч» и «Кореец» с одним легким крейсером и несколькими миноносцами, причем в ней сообщалось о потоплении одного миноносца и значительных повреждениях другого. В немецких же исторических публикациях говорится лишь о «незначительных повреждениях» германских кораблей (Г. Рольманн говорит о повреждениях миноносца «Т-63» осколками от близких разрывов; некоторые авторы относят удачное попадание в «Аугсбург» на счёт «Сивуча», но большинство полагают, что это был снаряд с «Корейца»).
Воспользовавшись отвлечением внимания противника на Сивуч, «Кореец» покинул незамеченным место боя, но через несколько часов сел на мель и во избежание захвата был взорвал своим экипажем по приказу командира.
За этот бой «Сивуч» назвали «Балтийским Варягом».

## Отражение в литературе и в живописи
- Последний бой и подвиг «Сивуча» описаны в романе Валентина Пикуля «Моонзунд».
- Лукин А. П. Флот: русские моряки во время Великой войны и революции [предисл. А. И. Русина]. Том 1. — Париж, 1934. — (Библиотека «Иллюстрированной России»).
- Картина А. М. Кузнецова «Бой в Рижском заливе канонерской лодки "Сивуч" с германским крейсером и четырьмя эсминцами 1915 г.» (1992). Экспонируется в Центральном военно-морском музее имени императора Петра Великого (Санкт-Петербург).